# Budapest Challenger 1997
Il Budapest Challenger 1997 è stato un torneo di tennis facente parte della categoria ATP Challenger Series nell'ambito dell'ATP Challenger Series 1997. Il torneo si è giocato a Budapest in Ungheria dal 19 al 25 maggio 1997 su campi in terra rossa.

## Vincitori

### Singolare
Steven Randjelovic ha battuto in finale  Joaquin Muñoz Hernández 4-6, 6-3, 6-0

### Doppio
Nuno Marques /  Tom Vanhoudt hanno battuto in finale  Aleksandar Kitinov /  Greg Van Emburgh 2-6, 6-4, 6-3